# Anaxarcha acuta
Anaxarcha acuta är en bönsyrseart som beskrevs av Max Beier 1963. Anaxarcha acuta ingår i släktet Anaxarcha och familjen Hymenopodidae. Inga underarter finns listade i Catalogue of Life.